# ЗИС-42
ЗИС-42 и ЗИС-42М — советский полугусеничный грузовик. Предназначался для работы в условиях бездорожья и в качестве артиллерийского тягача. Представлял собой дальнейшее развитие полугусеничного грузовика ЗИС-22. ЗИС-42/-42М серийно производился на заводе ЗИС на базе обычного грузовика ЗИС-5В в 1942—1946 гг. Ранний ЗИС-42 был произведён в нескольких опытных партиях в 1942 году, а с конца того же года выпускалась его улучшенная модификация ЗИС-42М, находившаяся в производстве до 1946 года. Всего произведено 6 372 автомобиля ЗИС-42 и ЗИС-42М. Восстановленный грузовик ЗИС-42 можно увидеть на территории Музейного комплекса УГМК (Свердловская область, г. Верхняя Пышма).

## История создания

### Дефекты предшественников
Зимняя война 1939—1940 годов показала, что РККА не имеет работоспособных и надёжных вездеходов. Состоявшие на вооружении полугусеничные тягачи ЗИС-22 продемонстрировали целый «букет» недостатков. Применявшиеся на них резинотканевые гусеничные ленты быстро вытягивались, часто спадали на поворотах и рвались. При обрыве цепей, приводивших ведущие колёса, машина оставалась практически без тормозов (передние тормоза не держали, а наиболее эффективный ручной тормоз действовал на карданный вал) — особенно опасно это было на спусках. Машина очень плохо маневрировала: особенно трудно приходилось при необходимости выйти из колеи — передние не ведущие управляемые колёса просто шли юзом. Из-за больших механических потерь в гусеничном движителе, мощности двигателя оказалось недостаточно — основным режимом движения оказались 1-я и 2-я передачи. Редко удавалось выйти на 3-ю передачу, а 4-я практически не использовалась.
Но самым неприятным оказалось то, что машина не показала ожидавшейся от неё проходимости по снегу и слабым грунтам. Снег и грязь набивались в гусеничную тележку и увеличивали сопротивление движению. При этом ведущие колёса начинали буксовать внутри обледенелых гусеничных лент. Этот дефект ещё больше усиливался за счёт дифференциалов, стоявших между передним и задним ведущими колёсами в каждой из гусеничных тележек (их поставили, опасаясь циркуляции мощности внутри гусеничного обвода) — в результате, стоило забуксовать одному из четырёх ведущему колесу, и машина останавливалась. В полной мере это было продемонстрировано на показе, который проводился в конце января 1940 года на опытном поле НАТИ в присутствии начальника ГАБТУ РККА командарма II ранга Д. Г. Павлова. В показе участвовали полноприводные автомобили ЗИС-К-1 (6×6), ЗИС-К-2 (4×4), полугусеничные ГАЗ-60, НАТИ-ВЗ и ЗИС-22. Все они увязли в снегу.
После такого фиаско конструкторы НАТИ под руководством создателя ЗИС-22 Г. А. Сонкина основательно переработали машину — прежде всего, введя принудительное зацепление ведущих колёс с гусеничной лентой.

### ЗИС-22-Н
Весной 1940 года был построен опытный образец ЗИС-22-Н («новый»). Он также имел по два ведущих колеса на борт с дифференциалом между ними, но его ведущие колёса вместо сдвоенных пневматических шин получили по паре сплошных грузошин (резиновых бандажей), между которыми устанавливались звёздочки для принудительного зацепления с гусеницей. Слабую резинокордную гусеницу заменили на металлическую с импортными резино-металлическими шарнирами «Джонсон». Каждый трак получил по два наружных резиновых башмака. Была усилена рамка движителя, повышена её жесткость. В результате этих усовершенствований снаряжённая масса машины выросла на 545 кг и составила 5205 кг. Практически весь рост массы пришёлся на гусеничные тележки, которые теперь весили 1973 кг — 38 % от массы всей машины.

### ЗИС-22-50
На следующем образце машины, получившем обозначение ЗИС-22-50, конструкцию гусеничного движителя существенно упростили — в каждой гусеничной тележке оставили только одно ведущее колесо (переднее). Это позволило не только отказаться от бортовых дифференциалов в тележке, но и упростить натяжение гусениц — эксцентриковые опоры поддерживающих роликов устранили и натяжение осуществлялось за счёт продольного перемещения ленивца, в который превратилось теперь заднее (бывшее ведущее) колесо. Кроме того, ведущие колёса оснастили колодочными тормозами действующими (совместно с передними тормозами) от педалей. При этом на выходе из КПП сохранялся центральный дисковый тормоз (от ЗИС-6) с ручным управлением. Безопасность и надёжность машины возросли, но с ними возросла и масса тележек — теперь они весили 2070 кг. Кроме того, на 160 литров увеличили ёмкость бензобаков. Вместо двигателя ЗИС-5 (73 л. с.) на машину установили более мощный мотор ЗИС-16 (85-88 л. с.), благодаря чему в цепной передаче (от заднего моста к ведущим колёсам) стало возможным понизить передаточное число на 10,6 % — теперь оно равнялось 1,6. Чтобы устранить перегрев двигателя, на машину поставили увеличенный радиатор, заимствованный от ЗИС-6. Всё это позволило поднять максимальную скорость машины до 38 км/ч, но снаряжённая масса достигла 5845 кг (без груза).

### ЗИС-22-52
С целью снижения массы на следующем варианте машины, получившем обозначение ЗИС-22-52, металлические гусеничные ленты заменили на более лёгкие, каждая из которых состояла из двух резинотканевых лент, соединённых между собой кованными накладками (траками), расположенными с шагом 100 мм. С этими накладками зацеплялись зубья ведущего колеса, а от соскакивания ленты удерживались штампованными плицами, которые крепились к лентам с внутренней стороны. С наружной стороны на лентах закреплялись резиновые башмаки, привулканизированные к стальным основаниям. Для движения по гололёду на гусеницу устанавливалось по 5 шпор. Общая ширина такой сдвоенной гусеничной ленты составляла 400 мм. При этом среднее удельное давление на грунт равнялось 0,433 кг/см². ЗИС-22-52 построили в двух экземплярах и в сентябре 1940 года и в феврале-марте 1941 года испытывали в Кубинке совместно с полугусеничным тягачом «Краусс-Маффей». По итогам испытаний ЗИС-22-52 рекомендовалось усилить гусеничные тележки (в особенности опорные катки), снизить массу и предотвратить спадание гусениц. Однако, в целом ЗИС-22-52 был признан удовлетворяющим требованиям Красной Армии. Было принято решение внедрить ЗИС-22-52 в производство на московском автозаводе ЗИС с выпуском 2000 машин в 1941 году.

### ЗИС-22М — он же ЗИС-42
При внедрении конструкции ЗИС-22-52 на заводе, машина получила заводское обозначение ЗИС-22М. В её конструкцию были внесены следующие изменения: ширину гусениц увеличили с 400 до 414 мм, связывающие их накладки усилили и стали выполнять прецизионной ковкой. Увеличили прочность штампованных плиц, ввели в них рёбра жёсткости. Чтобы снизить вероятность спадания гусениц в повороте — расстояние между плицами сократили до 35 мм. Для повышения проходимости по снегу и слабым грунтам опустили оси ведущих и направляющих колёс — при этом длина опорной поверхности увеличилась до 2100 мм (при погружении движителя на 100 мм), но несколько ухудшилась маневренность. Дефицитный и недостаточно надёжный двигатель ЗИС-16 был заменён на серийный ЗИС-5 мощностью 73 л. с.
Учитывая большое количество конструктивных изменений, накопившихся по сравнению с исходным ЗИС-22, ЗИС-22М был перемаркирован в ЗИС-42. До лета 1941 года успели изготовить три машины в качестве эталонов для серии. Одна из них получила укороченную базу с целью улучшения манёвренности (впрочем, опыт оказался неудачным). В июле 1941 года эти машины проходили полигонные испытания, которые были признаны успешными. Машина готовилась к производству, но планы по её выпуску были сорваны в октябре 1941 года, когда началась эвакуация завода.

## Описание конструкции
От базового ЗИС-5В полугусеничный ЗИС-42 отличался наличием гусеничной ходовой части с двумя качающимися тележками вместо задних ведущих колес. Рамка каждой гусеничной тележки состояла из штампованных боковин, жестко связанных опорной ступицей и поперечинами. На концах тележки между боковинами спереди размещалось ведущее колесо, а сзади — направляющее (ленивец). Между ними была балансирно подвешена система из четырёх катков, закрытая кожухом. Весь движитель был подвешен балансирно на полуосях заднего моста. ЗИС-42 имел поддон и кожух на передней оси. Для предохранения от ударов движителей при езде по сильнопересеченной местности с нижней стороны платформы на специальных кронштейнах устанавливались четыре ограничительных ролика.
Гусеничная лента (общей шириной 414 мм) представляла собой две резинотканевых ленты толщиной 21 мм и шириной 178 мм каждая, соединённых между собой металлическими накладками. С этими накладками зацеплялись зубья ведущего колеса, а от соскакивания ленты удерживались штампованными плицами, которые крепились к лентам с внутренней стороны. С наружной стороны на лентах закреплялись резиновые башмаки, привулканизированные к стальным основаниям.
При езде по глубокому снегу, болоту использовались лыжи, устанавливаемые на передние колёса.
Модернизированный автомобиль (ЗИС-42М) имел двигатель типа ЗИС-5M (76 л. с.);. Радиатор и фары прикрывались решёткой для защиты от повреждений.

## Технические характеристики
- Грузоподъёмность:
  - при движении без прицепа — 2250 кг
  - при движении с прицепом — 1500 кг
  - при движении по снежной целине — 1750 кг
- Масса буксируемого прицепа — 2750 кг
  - с перегрузкой — 4750 кг
- Количество мест:
  - в кабине — 2
  - в кузове — 9 (12-16)
- Габаритные размеры:
  - длина — 6097 мм
    - длина с лыжами на передних колёсах — 6745 мм

  - ширина — 2360 мм
  - высота по кабине (с нагрузкой) — 2170 (2162) мм
    - высота по тенту (с нагрузкой) — 2900 (2944) мм
- База:
  - от оси передних колёс до оси качания гусеничной тележки — 3810 мм
  - от оси передних колёс до оси каретки опорных катков — 3685 мм
  - от оси передних колёс до оси передней звёздочки — 2550 мм
  - опорных катков гусеничной тележки — 1135 мм
- Колея:
  - передних колёс — 1546 мм
  - гусеничного движителя (по серединам гусениц) — 1705 мм
- Ширина гусениц:
  - полная — 414 мм
  - рабочая — 356 мм
- Дорожный просвет:
  - под передним мостом — 318 мм
  - под задним мостом — 375 (390) мм
- Среднее удельное давление с грузом на платформе:
  - гусеничного движителя на твёрдом грунте — 0,299 (0,304) кг/см²
  - гусеничного движителя на снежной целине при погружении на 100 мм — 0,266 (0,277) кг/см²
  - лыж под передними колёсами — 0,12 кг/см²
- Запас хода:
  - по шоссе с прицепом — 390 км
  - по лесным и просёлочным дорогам с прицепом — 197 км
- Максимальная скорость:
  - расчётная — 35,9 (41,8) км/ч
  - полученная на серийных машинах — 33 (35) км/ч
- Преодолеваемые препятствия:
  - максимальный подъём по грунту с прицепом — 17°
  - максимальная высота вертикальной стенки — 0,32 (0,47) м

## Машины на базе ЗИС-42
На базе ЗИС-22М и ЗИС-42 были созданы два экспериментальных образца самоходных установок, которые не пошли в серию:
- ЗИС-41 — полубронированный тягач для 122-мм гаубицы М-30 и самоходная установка с 57-мм пушкой ЗИС-2 (машина создана на базе ЗИС-22М в КБ артиллерийского завода № 92 в г. Горький и проходила испытания с ноября 1941 года)[4].
- ЗИС-43 — полубронированная самоходная установка с зенитной автоматической 37-мм пушкой 61-К (создана на московском заводе ЗИС на базе серийного ЗИС-42, проходила испытания с ноября 1942 года)[5].
- ЗИС-БМ-82М — самоходный миномёт, который представлял собой 82-мм батальонный миномёт на шасси ЗИС-42. В ноябре 1942 был изготовлен один ЗИС-БМ-82М, который был направлен на фронт для испытаний в боевой обстановке, но эксплуатация машины выявила недостаточную прочность шасси и после того, как ЗИС-42 вышел из строя, эксперимент был прекращён[6]

Совпадение в обозначении носит случайный характер — в отличие от зенитной ЗИС-43, ЗИС-41 создавалась не на московском автомобильном заводе имени Сталина, а в КБ артиллерийского завода № 92 в г. Горький, который также носил имя Сталина (его продукция — артиллерийские орудия ЗИС-2, ЗИС-3, ЗИС-5 и другие).